# Takt op. Destiny
Takt Op. Destiny (タクトオーパス?, Takuto Ōpasu) è una serie televisiva anime del 2021, prodotta da MAPPA e Madhouse e diretta da Yūki Itō.

## Trama
Takt Op è ambientato nell'anno 2047, in un futuro in cui la musica non può essere suonata liberamente perché attira mostri chiamati D2. Questi mostri sono giunti tramite un meteorite nero contenente Black Night Siderites che è caduto dal cielo anni prima degli eventi narrati. I mostri odiano la musica prodotta dagli umani e sono attratti dalla fonte musicale, e tentano di distruggerla poiché è l'unica cosa che può effettivamente ferirli e ucciderli. Per combattere i D2, l'Organizzazione Internazionale Sinfonica e la Musicaarts uniscono i loro poteri per difendere le città da questi mostri.

## Distribuzione
La serie ha debuttato in Giappone il 6 ottobre 2021, mentre e l'ultimo episodio è stato trasmesso il 22 dicembre 2021.